# Elephas hysudricus
Elephas hysudricus es una especie extinta de elefántido que pertenece al género Elephas, como el actual elefante asiático. E. hysudricus fue descrito a partir de restos fósiles hallados en las Colinas Siwalik en la India. Vivió entre finales del Mioceno e inicios del Plioceno.